# Imitation Electric Piano
Imitation Electric Piano es una banda inglesa de rock formada en 1999 por el bajista de Stereolab Simon Johns y el guitarrista Andrew Blake. Su primer lanzamiento fue un EP autotitulado instrumental grabado en ese mismo con Duophonic Records (sello de Stereolab). Su primer LP fue titulado Trinity Neon, y fue lanzado al mercado en el año 2003. El siguiente álbum de estudio del grupo fue Blow It Up, Burn It Down, Kick It 'Til It Bleeds, que fue editado el 16 de octubre de 2006.
Algunos exintegrantes del grupo incluyen al baterista Ashley Marlowe (de Charlottefield), el guitarrista Paul Morgan (miembro de The Vitamin B12 y EMB), la vocalista Mary Hampton, y los teclistas David Campbell, Dominic Jeffrey y Joseph Watson (estos dos últimos son miembros actuales de Stereolab). La formación actual incluye a Jo Bramli (voz), Lee Adams (batería) y Etienne Rhodes (bajo).
El sonido del grupo incorpora elementos de rock progresivo, rock psicodélico, folk y jazz. La música del grupo ha sido comparada con la de Stereolab, y se destaca por sus instrumentales basados en el bajo, arreglos melódicos con muchas capas y percusión "expresiva". Sin embargo, la falta de presupuesto para la grabación y un interés más pronunciado en el rock de los años 70 (en especial Soft Machine) ha hecho que el grupo desarrollara un sonido menos pulido.

## Discografía
- Trinity Neon (2003)
- Blow It Up, Burn It Down, Kick It 'Til It Bleeds (2006)